# Danh sách loài cá mập bị đe dọa

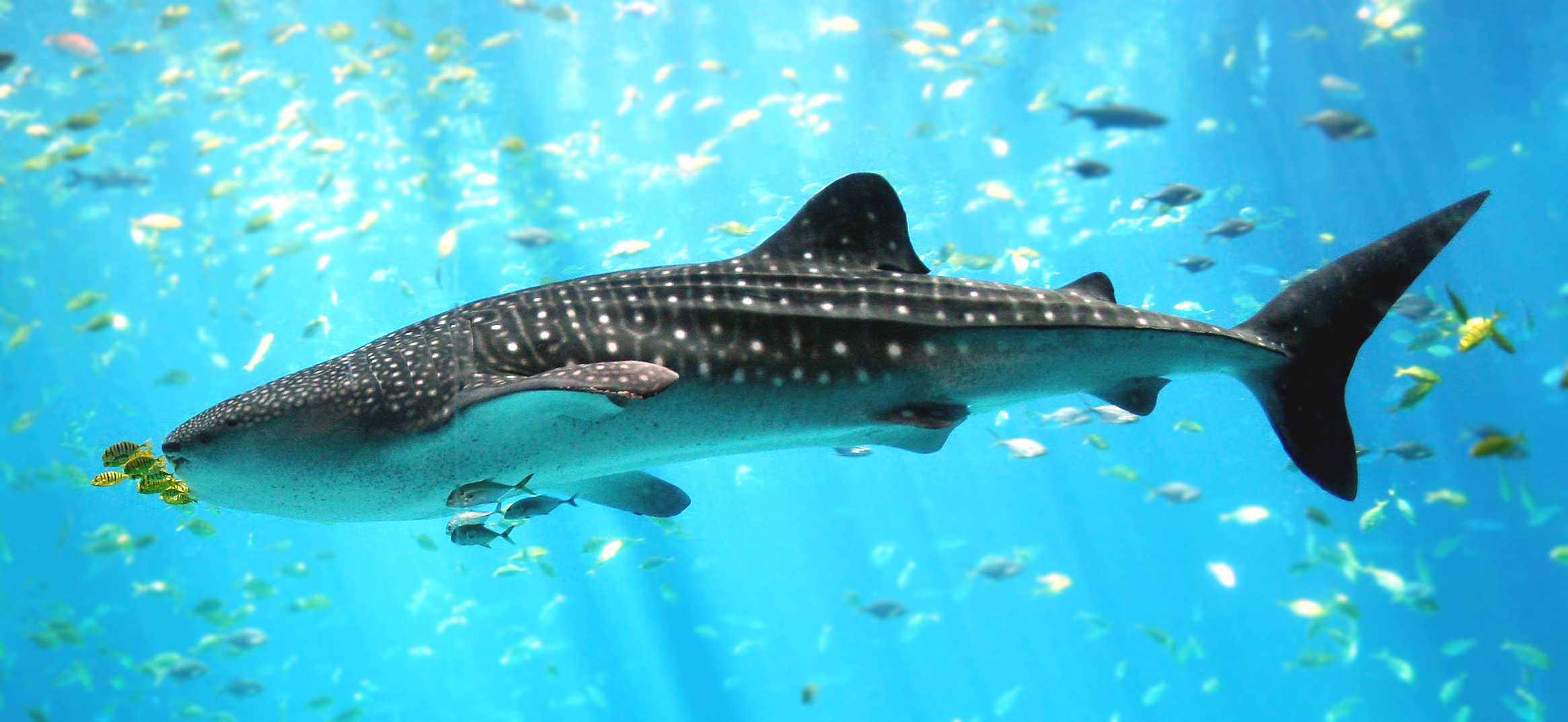
Cá nhám voi, loài cá lớn nhất trên thế giới, được phân loại là một Loài nguy cấp.
Pháp luật và các chiến lược quản lý đánh bắt chặt chẽ... thì cần thiết một cách cấp bách để giải quyết tác động mất cân đối của đánh bắt thủy sản lên các loài cá có sụn.
— – nghiên cứu toàn cầu của IUCN năm 2010

Các loài cá mập bị đe dọa là những loài dễ rơi vào tình trạng nguy cấp (tuyệt chủng) trong tương lai gần. Liên minh Bảo tồn Thiên nhiên Quốc tế (IUCN) là tổ chức môi trường quốc tế lâu đời nhất trên thế giới. Tổ chức này đánh giá các loài bị đe dọa, và chia các loài bị đe dọa vào không chỉ một loại mà thành một nhóm gồm ba loại, phụ thuộc vào mức độ bị đe dọa của loài:
 Loài sắp nguy cấp
 Loài nguy cấp
 Loài cực kỳ nguy cấp
Thuật ngữ bị đe dọa hoàn toàn nhắc tới ba nhóm này (cực kỳ nguy cấp, nguy cấp và sắp nguy cấp), trong khi đó sắp nguy cấp được dùng để chỉ những loài có gặp nguy hiểm ít nhất trong ba nhóm. Các thuật ngữ đôi lúc có thể được dùng thay thế lẫn nhau, như tất cả các loài sắp nguy cấp thì có thể bị đe dọa, tất cả các loài nguy cấp thì đều bị đe dọa, và tất cả những loài cực kỳ nguy cấp thì đều bị đe dọa và nguy cấp. Loài bị đe dọa cũng được coi là một loài thuộc sách đỏ, vì chúng được liệt kê trong Sách Đỏ các loài bị đe dọa của IUCN.
| Bộ                  | Hình ảnh | Tên khoa học                      | Tên thông thường        | Xu hướng số lượng | Tình trạng IUCN | Fish Base | FAO     | Phụ lục CITES                |
| ------------------- | -------- | --------------------------------- | ----------------------- | ----------------- | --------------- | --------- | ------- | ---------------------------- |
| Bộ Cá nhám thu      |          | Alopias pelagicus                 | Cá nhám đuôi dài        | Giảm              | Sắp nguy cấp    | [ 6 ]     | [ 7 ]   |                              |
| Bộ Cá nhám thu      |          | Alopias superciliosus             | Cá nhám đuôi dài mắt to | Giảm              | Sắp nguy cấp    | [ 9 ]     | [ 10 ]  |                              |
| Bộ Cá nhám thu      |          | Alopias vulpinus                  | Cá nhám đuôi dài lớn    | Giảm              | Sắp nguy cấp    | [ 12 ]    | [ 13 ]  |                              |
| Bộ Cá mập mắt trắng |          | Atelomycterus baliensis           | Cá mập Bali             | Không rõ          | Sắp nguy cấp    | [ 15 ]    |         |                              |
| Bộ Cá mập mắt trắng |          | Aulohalaelurus kanakorum          | Cá mập mèo              | Không rõ          | Sắp nguy cấp    | [ 17 ]    |         |                              |
| Bộ Cá mập thảm      |          | Brachaelurus colcloughi           | Cá mập Colclough        | Không rõ          | Sắp nguy cấp    | [ 19 ]    |         |                              |
| Bộ Cá mập mắt trắng |          | Carcharhinus borneensis           | Cá mập Borneo           | Không rõ          | Nguy cấp        | [ 21 ]    |         |                              |
| Bộ Cá mập mắt trắng |          | Carcharhinus hemiodon             |                         | Không rõ          | Cực kỳ nguy cấp | [ 23 ]    |         |                              |
| Bộ Cá mập mắt trắng |          | Carcharhinus leiodon              |                         | Không rõ          | Sắp nguy cấp    | [ 25 ]    |         |                              |
| Bộ Cá mập mắt trắng |          | Carcharhinus longimanus           |                         | Giảm              | Sắp nguy cấp    | [ 27 ]    |         | II (có hiệu lực T9-2014)     |
| Bộ Cá mập mắt trắng |          | Carcharhinus obscurus             |                         | Giảm              | Sắp nguy cấp    | [ 29 ]    | [ 30 ]  |                              |
| Bộ Cá mập mắt trắng |          | Carcharhinus plumbeus             | Cá mập cát              | Giảm              | Sắp nguy cấp    | [ 32 ]    | [ 33 ]  |                              |
| Bộ Cá mập mắt trắng |          | Carcharhinus signatus             |                         | Không rõ          | Sắp nguy cấp    | [ 35 ]    | [ 36 ]  |                              |
| Bộ Cá nhám thu      |          | Carcharias taurus                 |                         | Không rõ          | Sắp nguy cấp    | [ 38 ]    | [ 39 ]  |                              |
| Bộ Cá nhám thu      |          | Carcharodon carcharias            | Cá mập trắng lớn        | Không rõ          | Sắp nguy cấp    | [ 41 ]    | [ 42 ]  | II                           |
| Bộ Cá nhám góc      |          | Centrophorus granulosus           |                         | giảm              | Sắp nguy cấp    | [ 44 ]    | [ 45 ]  |                              |
| Bộ Cá nhám góc      |          | Centrophorus harrissoni           |                         | giảm              | Nguy cấp        | [ 47 ]    | [ 48 ]  |                              |
| Bộ Cá nhám góc      |          | Centrophorus lusitanicus          |                         | không rõ          | Sắp nguy cấp    | [ 50 ]    | [ 51 ]  |                              |
| Bộ Cá nhám góc      |          | Centrophorus squamosus            |                         | giảm              | Sắp nguy cấp    | [ 53 ]    | [ 54 ]  |                              |
| Bộ Cá nhám thu      |          | Cetorhinus maximus                |                         | giảm              | Sắp nguy cấp    | [ 56 ]    | [ 57 ]  | II                           |
| Bộ Cá mập mắt trắng |          | Chaenogaleus macrostoma           |                         | không rõ          | Sắp nguy cấp    | [ 59 ]    |         |                              |
| Bộ Cá mập mắt trắng |          | Galeorhinus galeus                |                         | giảm              | Sắp nguy cấp    | [ 61 ]    | [ 62 ]  |                              |
| Bộ Cá mập mắt trắng |          | Galeus mincaronei                 |                         | giảm              | Sắp nguy cấp    | [ 64 ]    |         |                              |
| Bộ Cá mập mắt trắng |          | Glyphis gangeticus                |                         | giảm              | Cực kỳ nguy cấp | [ 66 ]    |         |                              |
| Bộ Cá mập mắt trắng |          | Glyphis garricki                  |                         | giảm              | Cực kỳ nguy cấp | [ 68 ]    |         |                              |
| Bộ Cá mập mắt trắng |          | Glyphis glyphis                   |                         | giảm              | Nguy cấp        | [ 70 ]    |         |                              |
| Bộ Cá mập mắt trắng |          | Glyphis siamensis                 |                         | không rõ          | Cực kỳ nguy cấp | [ 72 ]    |         |                              |
| Bộ Cá mập mắt trắng |          | Haploblepharus fuscus             |                         | không rõ          | Sắp nguy cấp    | [ 74 ]    |         |                              |
| Bộ Cá mập mắt trắng |          | Haploblepharus kistnasamyi        |                         | không rõ          | Cực kỳ nguy cấp | [ 76 ]    |         |                              |
| Bộ Cá mập mắt trắng |          | Hemigaleus microstoma             |                         | giảm              | Sắp nguy cấp    | [ 78 ]    |         |                              |
| Bộ Cá mập mắt trắng |          | Hemipristis elongata              |                         | giảm              | Sắp nguy cấp    | [ 80 ]    |         |                              |
| Bộ Cá mập thảm      |          | Hemiscyllium hallstromi           |                         | không biết        | Sắp nguy cấp    | [ 82 ]    | [ 83 ]  |                              |
| Bộ Cá mập thảm      |          | Hemiscyllium strahani             |                         | không rõ          | Sắp nguy cấp    | [ 85 ]    | [ 86 ]  |                              |
| Bộ Cá mập mắt trắng |          | Hemitriakis leucoperiptera        |                         | không rõ          | Nguy cấp        | [ 88 ]    |         |                              |
| Bộ Cá mập mắt trắng |          | Holohalaelurus favus              |                         | giảm              | Nguy cấp        | [ 90 ]    |         |                              |
| Bộ Cá mập mắt trắng |          | Holohalaelurus punctatus          |                         | giảm              | Nguy cấp        | [ 92 ]    |         |                              |
| Bộ Cá mập mắt trắng |          | Isogomphodon oxyrhynchus          |                         | giảm              | Cực kỳ nguy cấp | [ 94 ]    |         |                              |
| Bộ Cá nhám thu      |          | Isurus oxyrinchus                 |                         | giảm              | Sắp nguy cấp    | [ 96 ]    | [ 97 ]  |                              |
| Bộ Cá nhám thu      |          | Isurus paucus                     |                         | giảm              | Sắp nguy cấp    | [ 99 ]    | [ 100 ] |                              |
| Bộ Cá mập mắt trắng |          | Lamiopsis temminckii              |                         | giảm              | Nguy cấp        | [ 102 ]   |         |                              |
| Bộ Cá nhám thu      |          | Lamna nasus                       |                         | giảm              | Sắp nguy cấp    | [ 104 ]   |         | III II (có hiệu lực T9-2014) |
| Bộ Cá mập mắt trắng |          | Mustelus fasciatus                |                         | giảm              | Cực kỳ nguy cấp | [ 106 ]   |         |                              |
| Bộ Cá mập mắt trắng |          | Mustelus mustelus                 |                         | giảm              | Sắp nguy cấp    | [ 108 ]   |         |                              |
| Bộ Cá mập mắt trắng |          | Mustelus schmitti                 |                         | giảm              | Nguy cấp        | [ 110 ]   | [ 111 ] |                              |
| Bộ Cá mập mắt trắng |          | Mustelus whitneyi                 |                         | giảm              | Sắp nguy cấp    | [ 113 ]   |         |                              |
| Bộ Cá mập thảm      |          | Nebrius ferrugineus               |                         | giảm              | Sắp nguy cấp    | [ 115 ]   | [ 116 ] |                              |
| Bộ Cá mập mắt trắng |          | Negaprion acutidens               |                         | giảm              | Sắp nguy cấp    | [ 118 ]   |         |                              |
| Bộ Cá nhám thu      |          | Odontaspis ferox                  |                         | giảm              | Sắp nguy cấp    | [ 120 ]   | [ 121 ] |                              |
| Bộ Cá nhám góc      |          | Oxynotus centrina                 |                         | không biết        | Sắp nguy cấp    | [ 123 ]   | [ 124 ] |                              |
| Bộ Cá mập thảm      |          | Pseudoginglymostoma brevicaudatum |                         | không biết        | Sắp nguy cấp    | [ 126 ]   |         |                              |
| Bộ Cá mập thảm      |          | Rhincodon typus                   | Cá nhám voi             | giảm              | Sắp nguy cấp    | [ 128 ]   | [ 129 ] | II                           |
| Bộ Cá mập mắt trắng |          | Schroederichthys saurisqualus     |                         | không biết        | Sắp nguy cấp    | [ 131 ]   |         |                              |
| Bộ Cá mập mắt trắng |          | Scylliogaleus quecketti           |                         | không biết        | Sắp nguy cấp    | [ 133 ]   |         |                              |
| Bộ Cá mập mắt trắng |          | Sphyrna lewini                    |                         | không biết        | Nguy cấp        | [ 135 ]   | [ 136 ] | II (có hiệu lực T9-2014)     |
| Bộ Cá mập mắt trắng |          | Sphyrna mokarran                  |                         | giảm              | Nguy cấp        | [ 138 ]   |         | II (có hiệu lực T9-2014)     |
| Bộ Cá mập mắt trắng |          | Sphyrna tudes                     |                         | giảm              | Sắp nguy cấp    | [ 140 ]   |         |                              |
| Bộ Cá mập mắt trắng |          | Sphyrna zygaena                   |                         | giảm              | Sắp nguy cấp    | [ 142 ]   |         | II (có hiệu lực T9-2014)     |
| Bộ Cá nhám góc      |          | Squalus acanthias                 |                         | giảm              | VSắp nguy cấp   | [ 144 ]   | [ 145 ] |                              |
| Bộ Cá nhám góc      |          | Squalus montalbani                |                         | giảm              | Sắp nguy cấp    | [ 147 ]   |         |                              |
| Chi cá nhám dẹt     |          | Squatina aculeata                 |                         | giảm              | Cực kỳ nguy cấp | [ 149 ]   | [ 150 ] |                              |
| Chi cá nhám dẹt     |          | Squatina albipunctata             |                         | giảm              | Sắp nguy cấp    | [ 152 ]   |         |                              |
| Chi cá nhám dẹt     |          | Squatina argentina                |                         | giảm              | Nguy cấp        | [ 154 ]   | [ 155 ] |                              |
| Chi cá nhám dẹt     |          | Squatina formosa                  |                         | không biết        | Nguy cấp        | [ 157 ]   | [ 158 ] |                              |
| Chi cá nhám dẹt     |          | Squatina guggenheim               |                         | giảm              | Nguy cấp        | [ 160 ]   |         |                              |
| Chi cá nhám dẹt     |          | Squatina japonica                 |                         | không biết        | Sắp nguy cấp    | [ 162 ]   | [ 163 ] |                              |
| Chi cá nhám dẹt     |          | Squatina nebulosa                 |                         | không biết        | Sắp nguy cấp    | [ 165 ]   | [ 166 ] |                              |
| Chi cá nhám dẹt     |          | Squatina oculata                  |                         | giảm              | Cực kỳ nguy cấp | [ 168 ]   | [ 169 ] |                              |
| Chi cá nhám dẹt     |          | Squatina punctata                 |                         | giảm              | Nguy cấp        | [ 171 ]   |         |                              |
| Chi cá nhám dẹt     |          | Squatina squatina                 |                         | giảm              | Cực kỳ nguy cấp | [ 173 ]   | [ 174 ] |                              |
| Chi cá nhám dẹt     |          | Squatina tergocellatoides         |                         | không biết        | Nguy cấp        | [ 176 ]   | [ 177 ] |                              |
| Bộ Cá mập thảm      |          | Stegostoma fasciatum              |                         | giảm              | Sắp nguy cấp    | [ 179 ]   | [ 180 ] |                              |
| Bộ Cá mập mắt trắng |          | Triakis acutipinna                |                         | giảm              | Nguy cấp        | [ 182 ]   |         |                              |
| Bộ Cá mập mắt trắng |          | Triakis maculata                  |                         | giảm              | Sắp nguy cấp    | [ 184 ]   |         |                              |